# Londrina
Londrina là một thành phố Brasil. Thành phố Londrina nằm ở khu vực phía bắc thuộc bang Paraná, cách thủ phủ bang 369 km. Dân số theo điều tra năm 2010 của Viện Địa lý và Thống kê Brasil là 510.707 người. Đây là thành phố đông dân thứ 38 của Brasil.